# 鲍拉日·贝洛

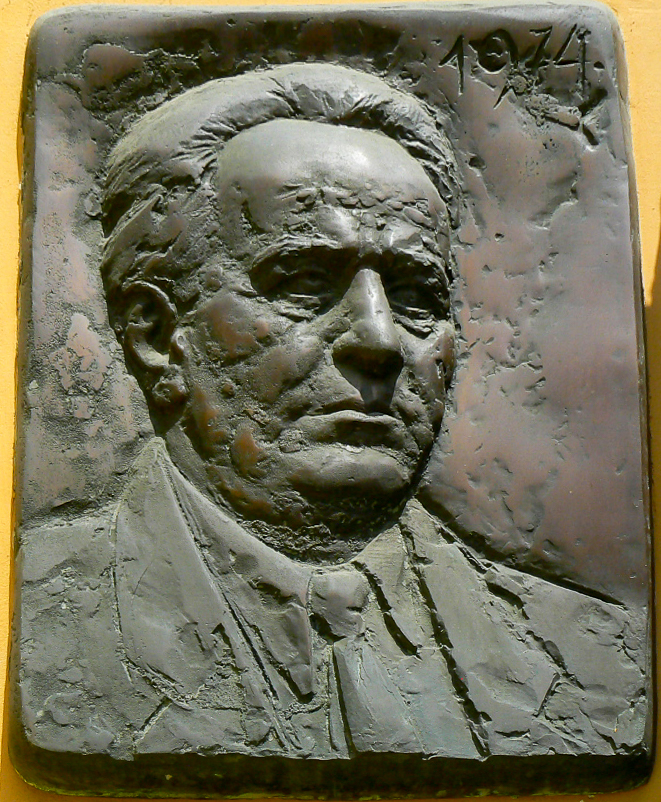
鲍拉日·贝拉

鲍拉日·贝拉（匈牙利語：Balázs Béla，匈牙利語：[ˈbɒlaːʒ ˈbeːlɒ]，1884年8月4日—1949年5月17日），匈牙利电影理论家、导演、剧作家。他認為電影能夠讓人們重新認識人性，他在1925年於柏林出版了一本書，提出電影是「肢體語言，人性的母語」。